# Anthene lemnos
Anthene lemnos är en fjärilsart som beskrevs av William Chapman Hewitson 1878. Anthene lemnos ingår i släktet Anthene och familjen juvelvingar. Inga underarter finns listade i Catalogue of Life.

## Bildgalleri

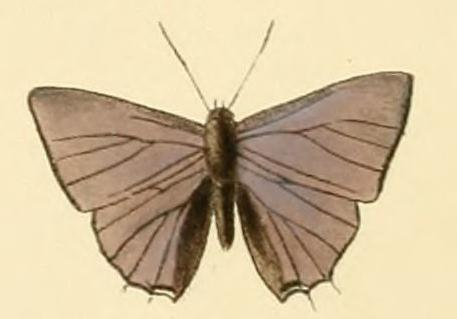
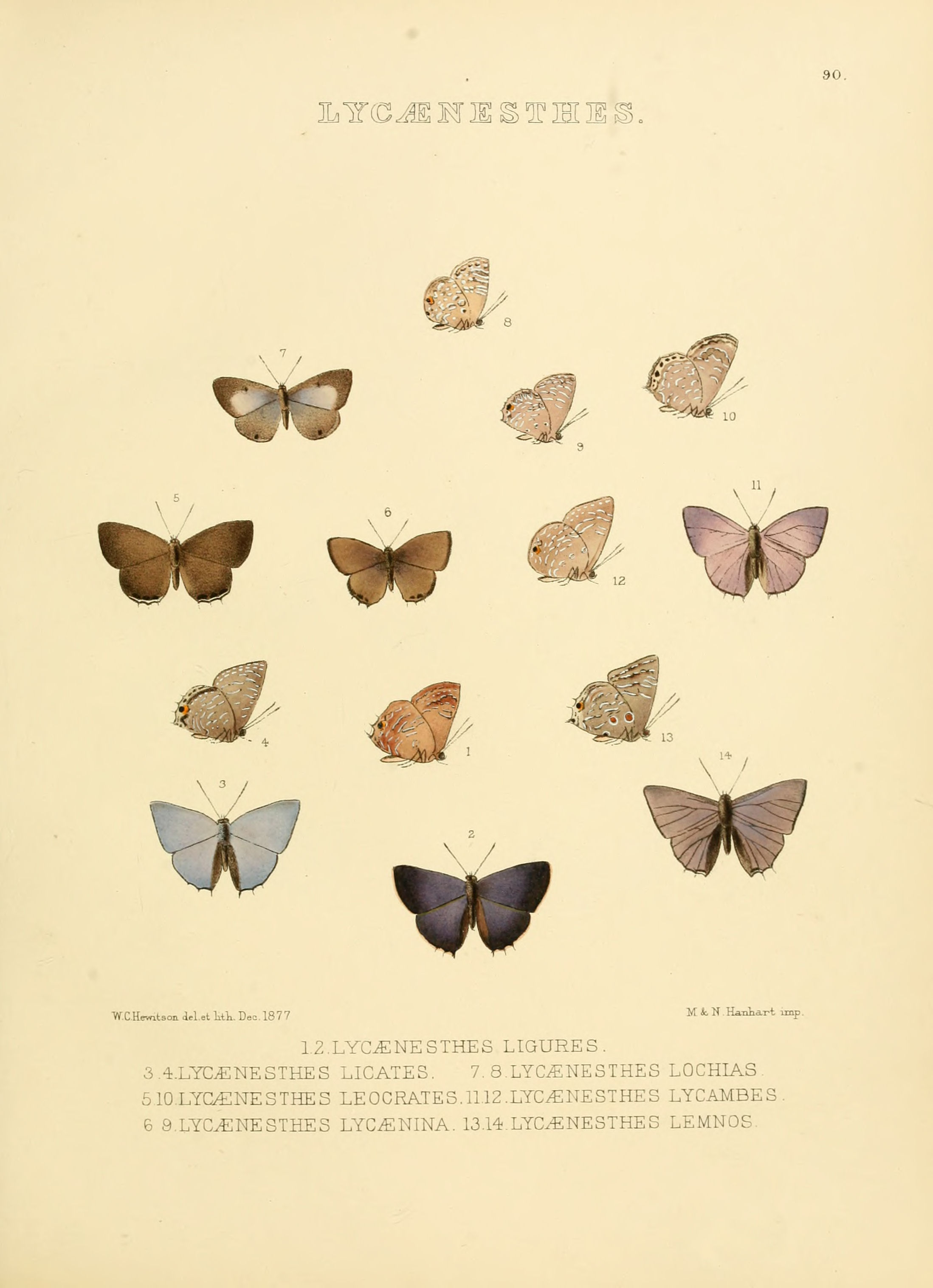
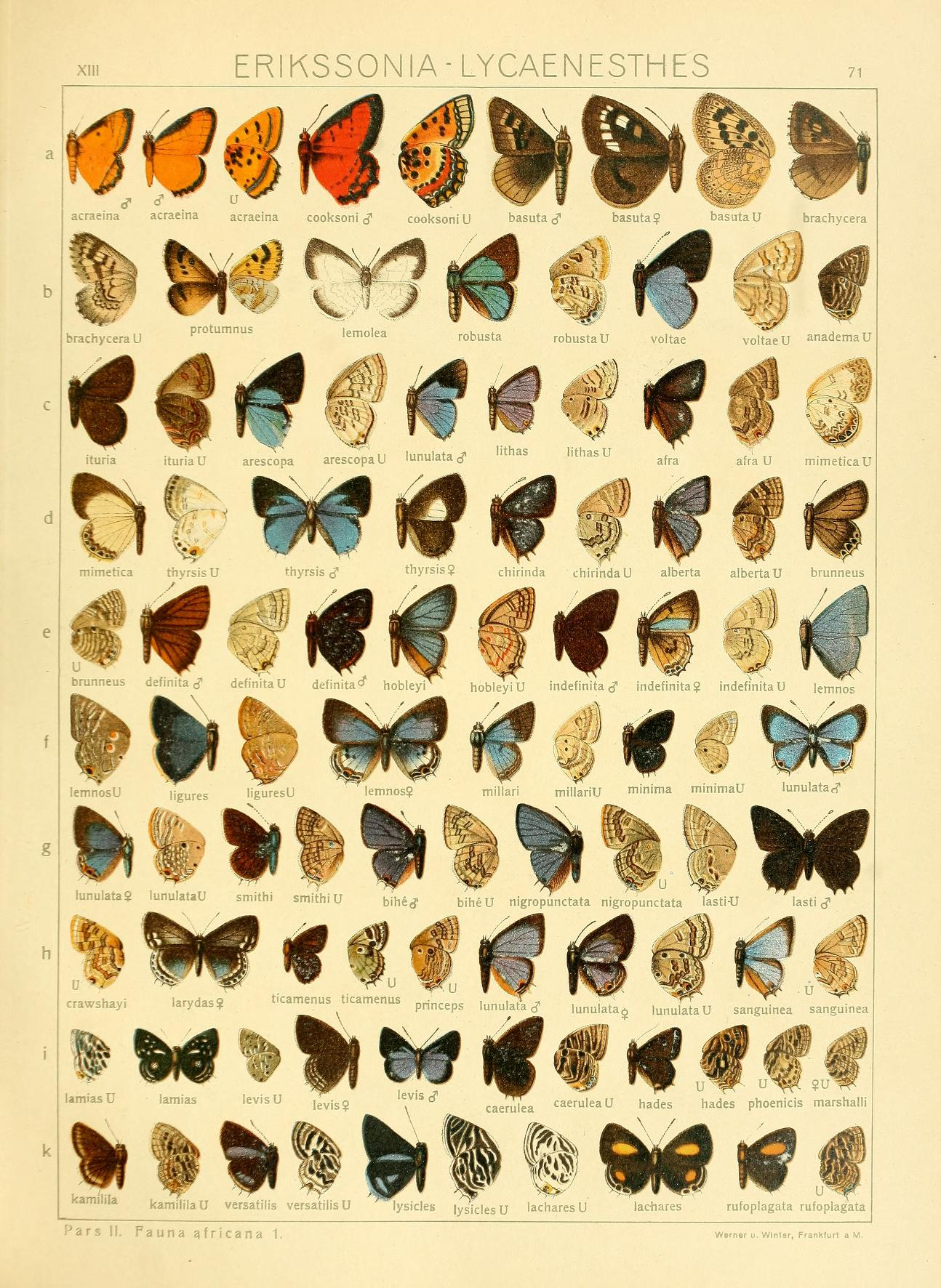